# سعد الشرفاء
سعد فهد الشرفاء، هو لاعب كرة قدم سعودي يلعب كمهاجم لنادي الفتح.      ويعد من افضل اللاعبين الواعدين في السعودية ويعتبر من افضل المهاجمين السعوديين حاليا .

## روابط خارجية
- سعد الشرفاء على موقع قاعدة بيانات كرة القدم.إي يو (الإنجليزية)
- سعد الشرفاء على موقع Soccerway.com (الإنجليزية)